# Маріон (острів)
Острів Маріон (англ. Marion Island, афр. Marion-eiland) — острів в архіпелазі Принца-Едуарда в Індійському океані. Належить до Південно-Африканської Республіки.

## Географія
Цей незаселений острів розташований за 1770 км від міста Порт-Елізабет на материку, за 19 км на південний захід від меншого острова архіпелагу — острова Принца Едуарда. Острів Маріон сягає 25,03 км завдовжки (схід-захід) і приблизно 16,65 км завширшки (північ-південь). Його площа становить 290 км². Це найвища частина активного щитового вулкана, який піднімається на висоту до 1242 м над рівнем моря (найвища вершина: Пік-Маскарін), а від підніжжя на дні океану сягає прибл. 5000 м висоти. Вулкан вивергався в 1980 і 2004 роках. У 1947 році на острові була створена південноафриканська науково-дослідна станція.

## Історія
Острів випадково відкрили в 1663 році голландські моряки з корабля Maerseeven. Їх приблизне розташування виявилося неправильним, і 13 січня 1772 року острів повторно відкрив француз Марк-Жозеф Маріон дю Френ. У грудні 1776 року сюди також прибув Джеймс Кук і назвав архіпелаг на честь принца Едуарда, четвертого сина Георга III, тодішнього короля Великої Британії.

## Клімат
Середньорічна температура 5 °C. У найтепліші місяці, з січня по березень, середня температура становить 7,5 °C, а в найхолодніші, з червня по вересень, вона становить 3,6 °C. Найвища зареєстрована температура становить 23,8 °C, а найнижча — −6,8 °C.
Дощі йдуть в середньому 317 днів на рік. Взимку дощі йдуть в середньому 28 днів на місяць.